# 画工司
画工司 (日语：／／ Gakōshi)是日本律令制时代隶属于中務省的官僚机构之一。

## 职掌
画工司负责宫廷绘画制作和着色。因此，画工司职员包含被称为“长上”的专业职官--画师，与非专业、轮替的“番上”职官--画部 (伴部之一)。大同3年 (808年)画工司因官办工场改组而编入內匠寮。到了平安时代官方绘画工作由画所接手。

## 职员
畫工司职员包括：
- 正（正六位上相当）一名
- 佑（從七位下相当）一名
- 令史（大初位上相当）一名

- 使部
- 直丁

- 画師（大初位上相当）
- 画部

## 相关项目
- 日本古代职官